# Liste der Mitglieder zur provisorischen Tiroler Landesversammlung
Diese Liste der Mitglieder zur provisorischen Tiroler Landesversammlung listet alle Abgeordneten zur provisorischen Tiroler Landesversammlung auf, die nach dem Ende des Ersten Weltkriegs in Tirol einberufen wurde. Die Provisorische Landesversammlung amtierte vom 21. Dezember 1918 bis zur Angelobung der Abgeordneten des Verfassungsgebenden Landtags im Jahr 1919.

## Geschichte
Nachdem die Auflösung Österreich-Ungarns im Oktober 1918 begonnen hatte, konstituierten sich in den Ländern des verbliebenen „Deutschösterreichs“ provisorische Landtage. In Tirol fand sich dabei bereits im Oktober 1918 der Tiroler Nationalrat zusammen, der bis zur Konstituierung der provisorischen Landesversammlung tagte. Die provisorische Landesversammlung setzte sich aus 21 Mitgliedern der Tiroler Volkspartei (TVP), neun Mitgliedern der Deutschfreiheitlichen Partei (DFP), acht Sozialdemokratischen Arbeiterpartei (SDAP) sowie einem Mitglied der Großdeutschen Volkspartei (GDVP) zusammen. Dieses Gremium hatte wie jedes halbrevolutionäre Instrument eine beschränkt demokratische Legitimation. Der Landesversammlung gingen keine Wahlen voraus, vielmehr nominierten die politischen Parteien zumeist die in der Monarchie gewählten Abgeordneten des Landtags bzw. des Reichsrates, allerdings mit dem Hinweis, dass sie nicht mehr Vertreter einer Kurie, sondern der politischen Parteien seien.

## Mitglieder
| Name                  | Fraktion | Anmerkung |
| --------------------- | -------- | --------- |
| Abram Simon           | SDAP     |           |
| Bauhofer Alois        | TVP      |           |
| Ellmerer Johann       | TVP      |           |
| Ertl Eduard           | SDAP     |           |
| Falser Stefan         | TVP      |           |
| Filzer Hans           | SDAP     |           |
| Greil Wilhelm         | GDVP     |           |
| Gruener Franz         | SDAP     |           |
| Haidegger Wendelin    | TVP      |           |
| Haueis Alois          | TVP      |           |
| Henggi Franz          | TVP      |           |
| Hofinger Josef        | TVP      |           |
| Holzhammer Josef      | SDAP     |           |
| Idl Anton             | SDAP     |           |
| Kaufmann Alfred       | TVP      |           |
| Knapp Ernst           | DFP      |           |
| Köll Karl             | TVP      |           |
| Kraft Emil            | DFP      |           |
| Lantschner Friedrich  | DFP      |           |
| Malfertheiner Michael | TVP      |           |
| Maneschg Alois        | TVP      |           |
| Mayr Michael          | TVP      |           |
| Murr Vinzenz          | TVP      |           |
| Oppenauer Josef       | DFP      |           |
| Peer Johann           | TVP      |           |
| Pusch Karl            | TVP      |           |
| Rapoldi Martin        | SDAP     |           |
| Rauchenegger Franz    | TVP      |           |
| Reder Willibald       | DFP      |           |
| Schneider Marianne    | DFP      |           |
| Schwaiger Christian   | TVP      |           |
| Snoy Heinrich         | SDAP     |           |
| Steidle Richard       | TVP      |           |
| Steinegger Johann     | TVP      |           |
| Sternbach Paul        | DFP      |           |
| Straffner Sepp        | DFP      |           |
| Unterkirch(n)er Peter | TVP      |           |
| Wackernell Josef      | TVP      |           |
| Walther Wilhelm       | DFP      |           |